# Jarosław Rębiewski
Jarosław Rębiewski (* 27. Februar 1974 in Łódź) ist ein ehemaliger polnischer Radrennfahrer, der im Straßenradsport aktiv war.

## Sportlicher Werdegang
Jarosław Rębiewski begann seine internationale Karriere im Jahr 2000 bei dem Radsport-Team Legia-Bazyliszek. 2003 gewann er den Grand Prix Weltour und die zweite Etappe von 4 Asy Fiata Autopoland. 2005 und 2006 wurde er jeweils Dritter der polnischen Meisterschaft im Einzelzeitfahren, 2005 gewann er zwei Etappen der Bulgarien-Rundfahrt. 2004 entschied er den Prolog und 2006 eine Etappe der Bałtyk-Karkonosze Tour für sich, 2008 eine Etappe der Tour of Małopolska und erneut eine Etappe der Bałtyk-Karkonosze Tour.
Nachdem Rębiewski 2009 noch mehrfach unter die Top 10 gekommen war, blieb er ab 2010 ohne nennenswerte Ergebnisse. Nach der Saison 2017 beendete er im Alter von 43 Jahren seine Karriere als Radrennfahrer.

## Erfolge
2003
- GP Weltour
- eine Etappe 4 Asy Fiata Autopoland

2004
- Prolog Bałtyk-Karkonosze Tour

2005
- zwei Etappen Bulgarien-Rundfahrt

2006
- eine Etappe Bałtyk-Karkonosze Tour

2008
- eine Etappe Bałtyk-Karkonosze Tour
- eine Etappe Tour of Małopolska